# Contea autonoma Buyei e Miao di Zhenning
La contea autonoma Buyei e Miao di Zhenning (镇宁布依族苗族自治县S) è una contea della Cina, situata nella provincia del Guizhou e amministrata dalla prefettura di Anshun.